# Old Friends (CD-box med Simon & Garfunkel)
Old Friends, 3-CD-box med de flesta av Simon and Garfunkel utgivna sånger, utgiven 4 november 1997. Förutom tidigare utgivet material återfinns 4 tidigare outgivna studio- och demoinspelningar och 10 outgivna livelåtar. Dessutom finns julsången "Comfort and Joy", som tidigare bara funnits på ett julabum från 1960-talet.

## Låtlista

### CD 1
1. "Bleecker Street" (Paul Simon) (tidigare outgiven demo)
2. "The Sound of Silence" (Paul Simon)
3. "The Sun Is Burning" (Ian Campbell)
4. "Wednesday Morning, 3 AM" (Paul Simon)
5. "He Was My Brother" (Paul Simon)
6. "Sparrow" (Paul Simon)
7. "Peggy-O" (traditionell)
8. "Benedictus"
9. "Somewhere They Can't Find Me" (Paul Simon)
10. "We've Got a Groovy Thing Goin'" (Paul Simon)
11. "Leaves That Are Green" (Paul Simon)
12. "Richard Cory" (Paul Simon)
13. "I Am a Rock" (Paul Simon)
14. "The Sound of Silence" (Paul Simon) (singelversionen)
15. "Homeward Bound" (Paul Simon)
16. "Blues Run the Game" (Jackson C. Frank) (tidigare outgiven)
17. "Kathy's Song" (Paul Simon)
18. "April Come She Will" (Paul Simon)
19. "Flowers Never Bend with the Rainfall" (Paul Simon)

### CD 2
1. "Patterns" (Paul Simon)
2. "Cloudy" (Paul Simon)
3. "The Dangling Conversation" (Paul Simon)
4. "Scarborough Fair/Canticle" (arrangerad av Paul Simon och Art Garfunkel)
5. "The 59th Street Bridge Song (Feelin' Groovy)" (Paul Simon)
6. "For Emily, Whenever I May Find Her" (Paul Simon)
7. "7 O'Clock News/Silent Night" (Josef Mohr/Franz Gruber)
8. "A Hazy Shade of Winter" (Paul Simon)
9. "At the Zoo" (Paul Simon)
10. "A Poem on the Underground Wall" (Paul Simon) (live)
11. "Red Rubber Ball" (Paul Simon/Bruce Woodley) (live)
12. "Blessed" (Paul Simon) (live)
13. "Anji" (Davy Graham) (live)
14. "A Church Is Burning" (Paul Simon) (live)
15. "Fakin' It" (Paul Simon)
16. "Save the Life of My Child" (Paul Simon)
17. "America" (Paul Simon)
18. "You Don't Know Where Your Interest Lies" (Paul Simon)
19. "Punky's Dilemma" (Paul Simon)
20. "Comfort and Joy" (tidigare endast utgiven på ett julabum under 1960-talet)
21. "Star Carol" (tidigare outgiven)

### CD 3
1. "Mrs. Robinson" (Paul Simon)
2. "Old Friends/Bookends" (Paul Simon)
3. "Overs" (Paul Simon) (live)
4. "A Most Peculiar Man" (Paul Simon)  (live)
5. "Bye Bye Love" (live)
6. "The Boxer" (Paul Simon)
7. "Baby Driver" (Paul Simon)
8. "Why Don't You Write Me" (Paul Simon)
9. "Feuilles-O" (tidigare outgiven demo)
10. "Keep the Customer Satisfied" (Paul Simon)
11. "So Long, Frank Lloyd Wright" (Paul Simon)
12. "Song for the Asking" (Paul Simon)
13. "Cecilia" (Paul Simon)
14. "El Condor Pasa (If I Could)" (Paul Simon/Jorge Milchberg/Daniel A. Robles)
15. "Bridge over Troubled Water" (Paul Simon)
16. "The Only Living Boy In New York" (Paul Simon)
17. "Hey, Schoolgirl/Black Slacks" (Paul Símon/Art Garefunkel) (live)
18. "That Silver Haired Daddy of Mine" (live)
19. "My Little Town" (Paul Simon)